# Gainsborough (copricapo)

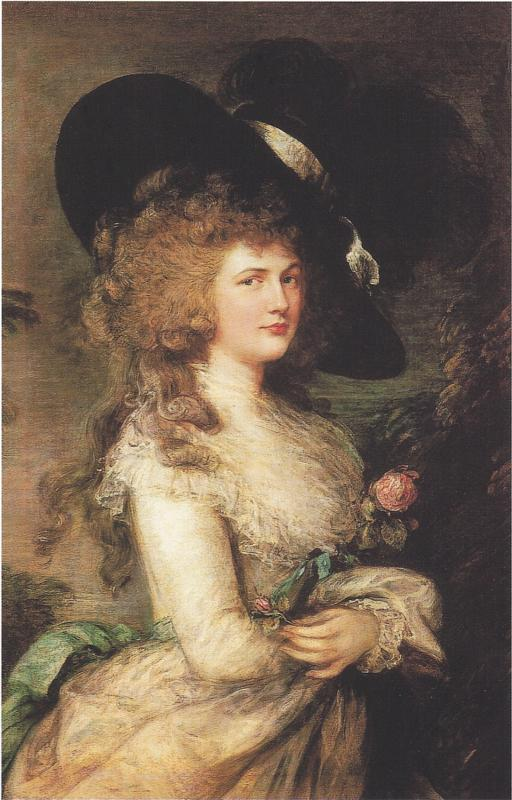
Ritratto di Georgiana Cavendish, duchessa del Devonshire (1787) di Thomas Gainsborough

Il Gainsborough è un cappello da donna con tesa larga e cupola cilindrica. Spesso presenta delle decorazioni che possono essere, ad esempio, nastri o piume di struzzo. Il Gainsborough ha diversi elementi in comune con altri cappelli femminili tra cui l'halo, il cartwheel e il pamela.

## Storia

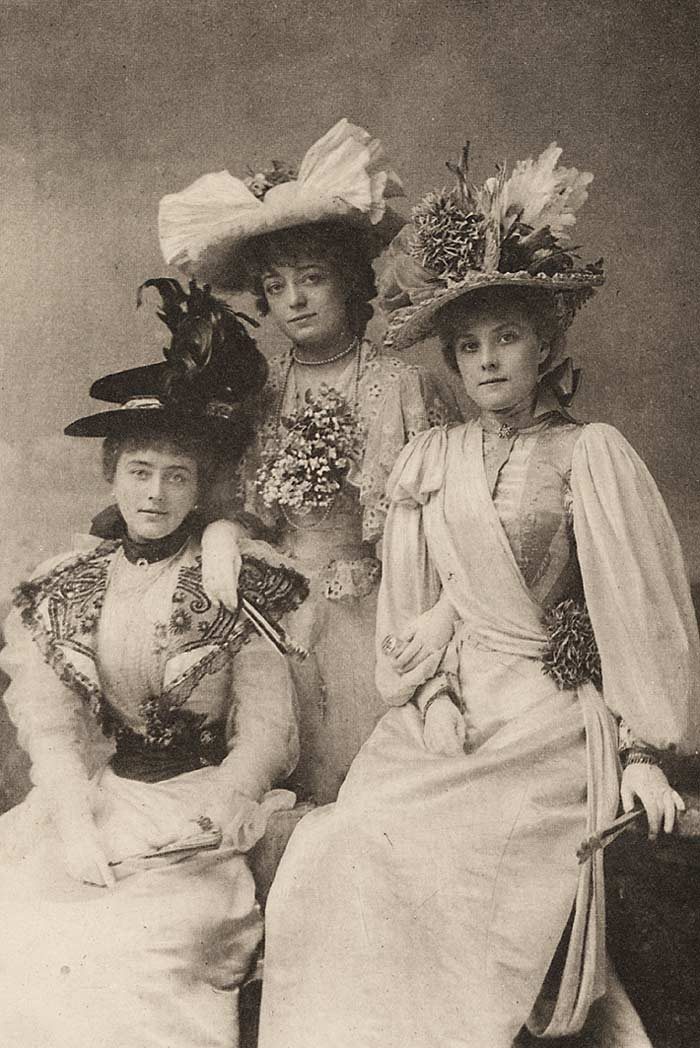
Le Gaiety Girls nel 1896

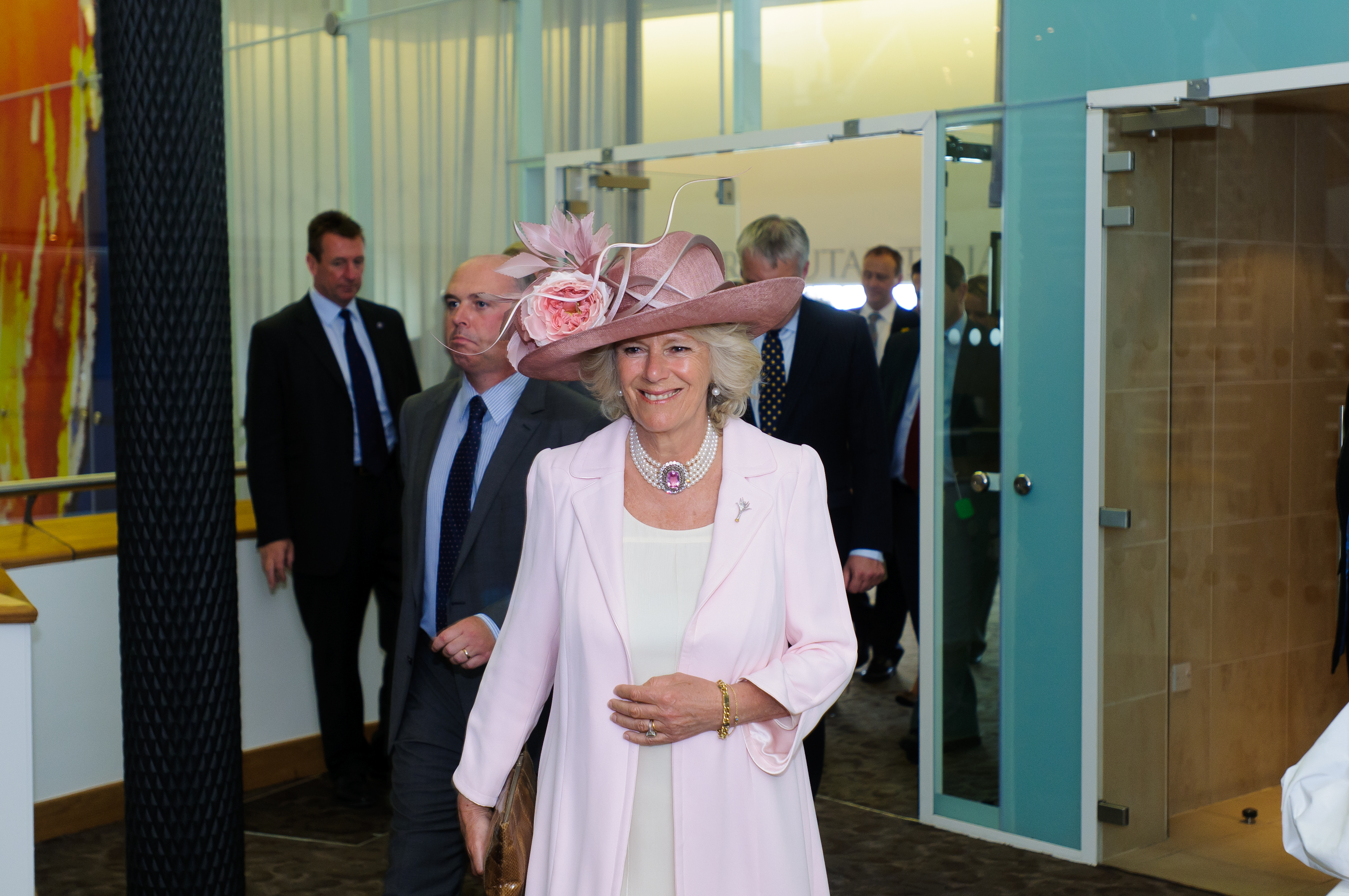
Camilla Shand mentre indossa un Gainsborough (2011)

Il Gainsborough si diffuse inizialmente in Inghilterra alla fine del Settecento e si pensa che sia ispirato a quelli raffigurati nei ritratti raffiguranti donne dell'alta società di Thomas Gainsborough, da cui il nome. Tali cappelli erano particolarmente grandi in quanto dovevano adattarsi alle chiome sontuose che erano in voga all'epoca. Oltre ai più comuni modelli con nastri e piume, è documentata l'esistenza di modelli decorati con veri uccelli impagliati.
Il Gainsborough tornò di moda intorno al 1900, diffondendosi nel Nord America grazie alle Gibson Girl e a Londra grazie alle Gaiety Girls, che lavoravano per l'omonimo teatro. I primi usi del termine picture hat (lett. "cappello da dipinto"), con cui è conosciuto nei paesi di lingua inglese, sono documentati tra il 1885 e il 1890. Secondo una teoria, tale nome è dovuto al fatto che il suo orlo largo "racchiude" il volto di chi lo indossa dando l'impressione di creare un ipotetico "dipinto". Il cappello divenne noto anche come Gainsborough chapeau e garden hat; la sua fama si estese anche in Francia, dove prendeva il nome dalla Chanson de Malborough.
Durante la prima metà del Novecento, in Inghilterra, divennero popolari i cappelli a tesa larga in velluto nero. Secondo la stampa, essendo piuttosto appariscenti, erano indossati dalle donne che volevano attirare su di se l'attenzione. La stessa regina Maria di Teck, moglie di Giorgio VI, ne era un'estimatrice. Durante gli anni venti continuarono a essere indossati nonostante l'esplosione della moda Flapper e l'emersione di nuovi modelli senza tesa o con tesa corta, come la cloche e il toque. Stando a un articolo del Times del 1921, le donne di Parigi portavano cappelli del genere decorati con fiori da giardino. Stando a un'altra testimonianza dell'epoca, il motivo del successo dei Gainsborough è da ricercarsi nella loro natura versatile dal momento che «sono indossabili in ogni stagione e variano più nel modo in cui sono messi che nella loro forma.»
Alla fine del decennio i Gainsborough divennero meno esuberanti. Un giornalista riporta che, in questo periodo, venivano realizzati «cappelli con la parte frontale più alta alla corona. In una delle sue nuove forme, hanno la tesa che si curva su se stessa ai lati come capitava per i vecchi modelli, anche se è più piccola». In una recensione del 1930 dedicata alle creazioni della modista e scultrice Madame Agnès, viene affermato che «i bordi (dei Gainsborough) sono irregolari e attaccati alla corona in modo da sollevare la parte anteriore dalla fronte o al fine di formare una piccola punta.» Un completo di Jeanne Paquin del 1938 comprendeva un copricapo in velluto nero con velo da indossare con dei guanti da sera che fanno pendant.
Nel corso del secondo conflitto mondiale, il Gainsborough decadde. Stando a quanto testimonia un articolo del Times, il copricapo non era più alla moda ed era stato soppiantato da cloche semplificate, cappelli da cocktail e altri a guisa di cono. Stando all'articolo, il Gainsborough era diventato «un classico a tesa larga che si ergeva solitario tra i circa sessanta tipi di copricapi presenti sugli scaffali dei negozi... tuttavia, quel modello era già stato amato per molto tempo da numerose donne inglesi, mentre gli altri cappelli erano considerati chic e di alta moda.» Nonostante ciò si continuerà ad assistere a dei revival del Gainsborough. Claude Saint-Cyr realizzò degli elegantissimi esemplari che verranno indossati da Audrey Hepburn in Colazione da Tiffany.